# Vyšný Kručov
Vyšný Kručov es un municipio del distrito de Bardejov en la región de Prešov, Eslovaquia, con una población estimada a final del año 2024 de 150 habitantes.
Se encuentra ubicado en el centro-norte de la región, cerca del río Topľa (cuenca hidrográfica del río Tisza) y de la frontera con Polonia.

## Demografía
| Año        | 1994 | 2004    | 2014 | 2024    |
| ---------- | ---- | ------- | ---- | ------- |
| Población  | 153  | 151     | 151  | 150     |
| Diferencia |      | −1,30 % | +0 % | −0,66 % |

| Año        | 2023 | 2024    |
| ---------- | ---- | ------- |
| Población  | 153  | 150     |
| Diferencia |      | −1,96 % |